# Elisabeth Olin
Elisabeth Lillström, coniugata Olin (dicembre 1740 – 26 marzo 1828) è stata un soprano svedese.

## Biografia
Figlia del musicista Peter Lillström e dell'attrice Elisabeth Lillström, esordì al Teatro Bollhuset all'età di sette anni nel 1747. Dopo essersi affermata come attrice bambina, si unì alla Stenborg Troupe in seguito alla dissoluzione della compagnia del Bollhuset. Negli anni 1750 si affermò come cantate da concerto, apparendo regolarmente alla Riddarhuset dal decennio successivo e venendo diretta anche da Francesco Uttini nel 1769. In questo periodo scrisse anche composizioni originali, pubblicate nel Gustaviade. En hjältedikt i tolv sånger (1768). 
Dopo la chiusura del teatro francese a Stoccolma nel 1771, si unì alla neo-fondata Opera reale svedese e Gustavo III la nominò Hovsångerska (equivalente svedese di Kammersänger) nel 1773. Fu la prima donna ad essere insignita del prestigioso titolo. Nello stesso anno cantò il ruolo di Teti nella prima di Thetis och Pelée, la prima opera in lingua svedese. Paragonata favorevolmente a Francesca Cuzzoni, Faustina Bordoni e Caterina Gabrielli, nonché nota anche come la "Mara svedese", interpretò numerosi ruoli di rilievo, tra cui Galatea in Aci e Galatea, Euridice in Orfeo ed Euridice e Ifigenia in Ifigenia in Aulide. Interpretò anche ruoli in opere di prosa, come quello dell'eponima protagonista in Atalia. Nel 1783 fu la prima donna ad essere ammessa all'Accademia reale svedese di musica. Al termine della stagione successiva di ritirò dalle scene interpretando Clitennestra in Ifigenia in Aulide.